# At (Altes Ägypten)
At (auch At-Re) war die altägyptische Bezeichnung einer vierminütigen Zeiteinheit, die mittels der altägyptischen Wasseruhr gemessen wurde. Sie war zugleich Vorläufer für die entsprechende mesopotamische Zeiteinheit UŠ. Ein altägyptischer Tag umfasste 360 At-Einheiten; jeweils 180 für den lichten Tag und für die Nacht.
Die At-Einheiten fanden unter anderem für die zeitliche Einteilung der Dekan-Sterne auf den Diagonalsternuhren Anwendung. Aus astronomischer Sicht konnten die Bewegungen der Sterne mit einfachen Mitteln genau gemessen werden. Dazu fertigten die Ägypter ein so genanntes Passageninstrument, das in Nord-Süd-Richtung parallel zum Meridian angebracht wurde. Auf diese Weise konnte der Sterndurchgang oder die Passage der Sonne zur Mittagszeit beobachtet und gemessen werden.
Für eine Verfeinerung der Technik zwecks genauerer Festlegung als Zeiteinheiten war zusätzlich der Gebrauch der altägyptischen Wasseruhr notwendig, die erstmals unter Amenophis I. belegt ist.